# Leticia Tonos
Leticia Tonos Paniagua là một đạo diễn phim người Dominica. Cô được sinh ra ở Santo Domingo. Bằng tốt nghiệp quảng cáo năm 1992 từ Đại học APEC. Bắt đầu với vai trò trợ lý sản xuất trong bộ phim của Claudio Chea. Sản xuất quảng cáo truyền hình và phim truyện cho các công ty trong nước và quốc tế như Vega Film (Thụy Sĩ), CineSon (Los Angeles), Forti Lane (Miami), Les Films de l'Astre (Pháp), Ammuse Inc. (Tokyo), trong số những người khác. Có bằng thạc sĩ về Truyền thông nghe nhìn tại Đại học Quốc tế Andalusia (1997). Năm sau, cô đi đến Luân Đôn để hoàn thành việc học phim của mình tại Trường Điện ảnh Luân Đôn, chuyên về đạo diễn phim. Bộ phim ngắn "Ysrael" của cô, dựa trên một câu chuyện của Junot Díaz, đã được cả thế giới đón nhận.
Leticia đã tham gia vào các dự án xã hội khác nhau và đã chỉ đạo các video quảng cáo thể chế. Cô cũng có một sự tham gia tích cực trong ngành công nghiệp điện ảnh Dominican, sản xuất một số bộ phim truyện bao gồm "Perico Ripiao". Bà là một trong những người sáng lập của ADOCINE (Hiệp hội các chuyên gia trong ngành công nghiệp điện ảnh Dominican, Inc.). Bộ phim điện ảnh đầu tiên của cô La hija natural (Tình yêu trẻ em) đã giành giải thưởng dành cho Khán giả của Liên hoan phim Chicago Latino lần thứ 27 và là tác phẩm chính thức của Cộng hòa Dominican trong hạng mục Phim nước ngoài hay nhất tại Giải thưởng Oscar lần thứ 84. Cô hiện là Chủ tịch của công ty sản xuất "Linea Espirus".
Bộ phim mới nhất của cô Cristo Rey đã được chọn để chiếu trong phần Điện ảnh Thế giới Đương đại tại Liên hoan phim Quốc tế Toronto 2013.